# Jodis nepalica
Jodis nepalica là một loài bướm đêm trong họ Geometridae.